# Писма Јулији
Писма Јулији је романтична комедија и драма базирана на истоименој књизи Писма Јулији ауторки Лизе Фридман и Сил Фридман. Филм је снимљен 2010. године, а пуштен на биоскопска платна 14. маја 2010. године у САД. Редитељ овог филма је Гари Виник, а продуценти су Каролина Каплан, Елен Баркин и Марк Кантон. Дистрибуција је Сумит Забава. Трајање филма је 105 минута. 

## Радња
Софи (Аманда Сајфред) је млада девојка која се бави проналажењем информација за одређене новине, у жељи да добије унапређење и постане текстописац. Са својим вереником Виктором (Гаел Гарсиа Бернал) одлази на медени месец, пре самог венчања, у Верону. Виктор отвара италијански ресторан у Њујорку и одлучио је да искористи ово путовање како би уговорио добављање традиционалних италијанских специјалитета за свој ресторан. То време Софи користи како би упознала знаменитости које нуди Верона. Наилази на зид на којем су налепљена писма. Жене пишу писма Јулији, Јулији Капулет, љубавној хероини из Шекспировог дела Ромео и Јулија. Када Софи схвати да "Јулијине секретарице" одговарају на та писма, она одлучи да сама одговори на једно писмо, написано пре 50 година. Писмо је написала Клер Смит (Ванеса Редгрејв), у нади да ће поново видети своју љубав, Лоренца Бартолонија (Франко Неро). Кроз пар дана, Клер долази у Верону у пратњи свог унука Чарлија Вимана (Кристофер Еган) да пронађе свог Лоренца. У овој потрази им се прикључује Софи, која пише чланак о овој прелепој љубавној причи. Осим тога што Клер пронађе и ступи у брак са Лоренцом, рађа се и љубав између Софи и Чарлија.

## Улоге
Улоге у филму тумаче:
- Аманда Сајфред - Софи Хал

- Кристофер Еган - Чарли Виман

- Ванеса Редгрејв - Клер Смит

- Гаел Гарсиа Бернал - Виктор

- Франко Неро - Лоренцо Бартолини

- Луиза Ренири - Изабела, једна од Јулијиних секретарица

- Марина Масирони - Франческа, једна од Јулијиних секретарица

- Лидија Бионди - Донатела, једна од Јулијиних секретарица

- Милена Вукотић - Марија, једна од Јулијиних секретарица

- Оливер Плат - Боби, едитор новина у Њујорку

- Даниел Балдок - Лоренцо Јр.

- Стефано Герини - Лоренцо III

- Ешли Лили - Патриција

- Фабио Тести - Лоренцо

- Лиза Де Сантис - Анђелина, Изабелина мајка

## Критике
Писма Јулији добија мешане прегледе од критичара. Преглед агрегата Rotten Tomatoes даје филму оцену од 41% на основу 157 критика, са просечном оценом 5,18 / 10. Критични консензус ове странице гласи „Писма Јулији имају освежавајуће романтичан шарм, али трпи уски дијалог и крајњи недостатак изненађења.“ Metacritic даје просечну оцену 50 од 100 на основу 34 критичара, што указује „мешовите или просечне рецензије“.